# Миле Медић
Миле Медић (Ковачић, код Книна, 1. фебруар 1933 — Београд, 22. август 2022) био је српски књижевник.

## Биографија
Рођен је 1. фебруара 1933. године у селу Ковачић код Книна. Књижевност и језик студирао је у Загребу, а дипломирао у Београду. За своја најуспешнија дела (нпр. „Завјештање Стефана Немање”) Медић је проналазио инспирацију у средњем веку, добу Немањића.
За књигу „Најезда страних речи на српски језик” добио је 2000. године Нолитову награду. Са супругом Лелом написао је књигу „Српска имена српској деци”, сачињену од 7.500 имена са подацима о њиховом пореклу, значењу и старости. Током 2011. године је из штампе изашло и његово ново остварење „Приче из романа”. Уређивао је језичку трибину у Удружењу књижевника Србије.
Преминуо је 22. августа 2022. године у Београду. Испраћен је 25. августа 2022. на кремацију на Новом гробљу у Београду.

## Завјештање Стефана Немање
Најпознатије дело Милета Медића је „Завјештање Стефана Немање”. Пети одељак, назван „Завјештање језика”, почиње следећим речима:
Чувајте, чедо моје мило, језик као земљу. Ријеч се може изгубити као град, као земља, као душа. А шта је народ изгуби ли језик, земљу, душу? Не узимајте туђу ријеч у своја уста. Узмеш ли туђу ријеч, знај да је ниси освојио, него си себе потуђио. Боље ти је изгубити највећи и најтврђи град своје земље, него најмању и најнезнатнију ријеч свога језика. Земље и државе не освајају се само мачевима него и језицима. Знај да те је непријатељ онолико освојио и покорио колико ти је ријечи потро и својих потурио. Народ који изгуби своје ријечи престаје бити народ.
Откада се појавило, „Немањино завештање” је одмах постало хит. Посебно је постало популарно у круговима књижевника, наставника и професора српског језика и књижевности. „Немањино завештање” се рецитовалао на многим приредбама и свечаностима. Али често се најављивало без спомињања имена аутора, тако су многи стекли утисак да је реч о изворном делу Стефана Немање. Томе су допринели и издавачи који су га понекад публиковали без навођења имена аутора. Тако је створен мит о Стефану Немањи као првом српском пуристи.